# 8 септември (орден)
Орден „8 септември“ е държавно отличие на Северна Македония, посветено на независимостта на държавата от 8 септември 1991 година.
Орденът се раздава за извънредни заслуги на личности и организации за голям принос за развитието и утвърждаването на приятелските отношения и миролюбиво сътрудничество между Северна Македония и други държави. Също за развитие и утвърждаване на международните отношения, за изключителни дела и заслуги в областта на сигурността и отбраната на страната. През 2002 година орденът придобива статут на държавно отличие на Северна Македония, като е втори по степен на важност.
Орденът е изработен от 98 грама сребро и позлата. На аверса е изобразена Северна Македония, в нейните географски и политически граници, като в центъра ѝ има надпис „8 СЕПТЕМВРИ/ 1991/ 8 СЕПТЕМВРИ“. Композицията е оградена от незатворен венец от лаврови клонки и лежи върху 8-лъчева звезда. Автори на дизайна са Костадин Танчев и Владимир Боройевич.
Сред отличените с ордена са френският експерт по конституционно право Робер Бадентер, президентът на България Жельо Желев, Виктор Орбан, Бронислав Коморовски, Роман Херцог и други.